# ポリプロリンヘリックス
ポリプロリンヘリックス (Polyproline helix) とは、タンパク質の二次構造の1つで、ポリプロリンIIヘリックスとポリプロリンIヘリックスの総称である。ポリプロリンIIヘリックスは左巻きで、二面角 (φ,ψ) は (-75°,150°) となり、ペプチド結合はトランス型である。よりコンパクトなポリプロリンIヘリックスは右巻きで、二面角 (φ,ψ) の値は (-75°,160°)、ポリペプチド結合はシス型である。プロリンだけが20個ほど繋がったポリペプチドはポリプロリンIヘリックスの構造を取る。

## ポリプロリンIIヘリックス

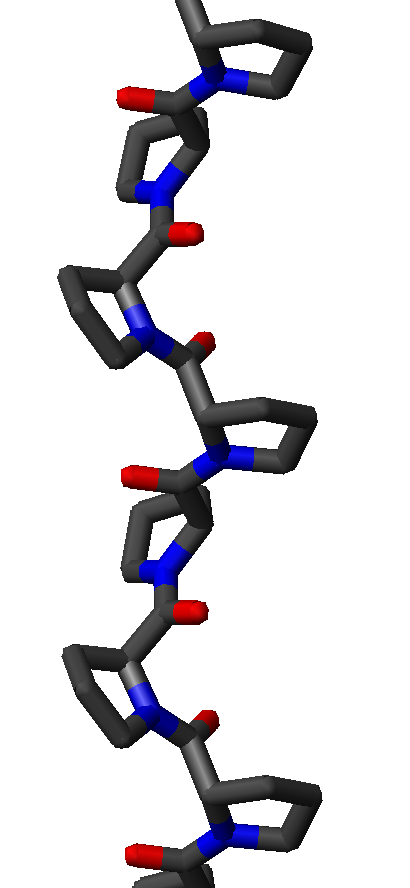
ポリプロリンIIヘリックスを横から見た図。内部に水素結合がなく、開いていることが分かる。

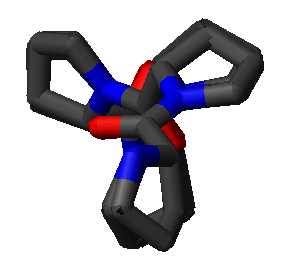
20残基のプロリンからなるポリプロリンIIヘリックスを上から見た図。3残基ずつ対称的に配置していることがわかる。

ポリプロリンIIヘリックスは二面角 (φ,ψ) が (-75°,150°) であることとペプチド結合がトランス型であることによって定義付けられる。トランス型のポリペプチドヘリックスの回転角Ωは次の公式で与えられる。
{\displaystyle 3\cos \Omega =1-4\cos ^{2}\left({\frac {\phi +\psi }{2}}\right)}
(φ,ψ) = (-75°,150°) を代入するとΩ=-120°が得られ、ヘリックスが左巻きで3残基で1巻きすることが分かる。また1巻き当たり軸方向に3.1Å進む。この構造は、主にプロリン、ヒドロキシプロリンとグリシンから構成されるコラーゲンの構造といくらか似ている。ポリプロリンIIヘリックスはSH3ドメインと結合しており、この結合はタンパク質間相互作用などに重要な役割を果たす。
ポリプロリンIIヘリックスは他の多くのヘリックス構造と異なってヘリックス内に水素結合を持たず、比較的開いている。アミド基とカルボキシル基の間の距離は約3.8Åとかなり離れていて、しかも反対の方向を向いている。さらにこの鎖の中には水素原子の供給源もない。
ポリプロリンIIヘリックスの二面角 (-75°,150°) は、タンパク質の中でよく見られる。βシート の(-135°,135°) と比較しても、ラマチャンドランプロットでポリプロリンIIヘリックスの点の周りには多くの点が集まっている。例えば、(-75°,150°) という角度はβターンでも見られる。一方、逆数を取った (75°,-150°) という角度は、アキラルなグリシンの近く以外ではほとんど見られない。ポリプロリンIIヘリックスのプロリンをグリシンに置換したアナログはポリグリシンIIヘリックスと呼ばれる。

## ポリプロリンIヘリックス

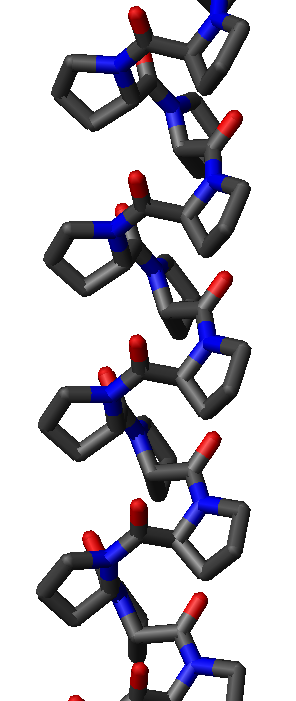
ポリプロリンIヘリックスを横から見た図。とても密に詰まっていることが分かる。

ポリプロリンIヘリックスはペプチド結合がシス型であるため、ポリプロリンIIヘリックスよりも密に詰まっている。シス結合はトランス結合よりもエネルギー的に不安定なため、ポリプロリンIヘリックスはポリプロリンIIヘリックスよりも珍しい。二面角は (-75°,160°) で、ポリプロリンIIヘリックスの二面角と近いが同じではない。しかし、ポリプロリンIヘリックスは右巻きで、1回転当たり約3.3残基と密に詰まっている。1巻きで進む距離も1.9Åと短い。ポリプロリンIIヘリックスと同じ理由で、ポリプロリンIヘリックスにも水素結合は存在しない。

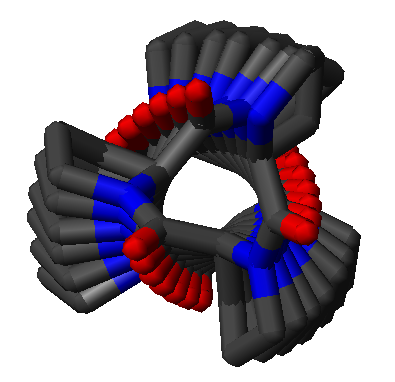
ポリプロリンIヘリックスを上から見た図。1巻き当たりの残基数が整数になっていないことが分かる。

## 構造的な特徴
ポリプロリンヘリックスは内部に水素結合を持たない割りに堅固であり、蛍光共鳴エネルギー移動による距離測定の際の物差しとしても使われる。ポリプロリンIヘリックスとポリプロリンIIヘリックスの移り変わりは、高いエネルギー障壁のために遅いが、プロリルイソメラーゼなどの酵素の働きにより促進することができる。